# Paul Ford
Paul Ford Weaver (Baltimore, Maryland, Estados Unidos, 2 de noviembre de 1901-Mineola, Nueva York, Estados Unidos, 12 de abril de 1976) fue un actor estadounidense muy conocido en su época, que se especializó en figuras representativas de la autoridad, cuya conducta inepta y pomposa se utilizaba para conseguir un efecto cómico. Ford tuvo un éxito de la noche a la mañana a los 54 años cuando hizo un papel junto a Phil Silvers en el programa televisivo The Phil Silvers Show. Su papel más importante quizás fue el del alcalde George Shinn, un embrollado político, en The Music Man (Vivir de ilusión) (1962), adaptación al cine de la obra de Broadway. Ford hizo un gran papel, y recibió críticas halagüeñas. Tuvo una carrera activa tanto en el cine como en la televisión hasta su retiro a principios de los años setenta.

## Inicios y carrera artística
Ya de joven mostró talento para la actuación, pero le desanimó el que los directores opinaran que no tenía oído musical. Sin embargo, en los años posteriores consiguió que su voz apagada y resonante fuera una de las más características de su época. Su éxito tardó en llegar y actuó poco en los primeros tiempos, dedicándose al cuidado de su familia durante la Gran Depresión.
Los programas Public Works de Franklin Delano Roosevelt proporcionaron trabajo a Ford, y en el momento de su muerte era un seguidor entusiasta del Partido Demócrata de los Estados Unidos. Ford se presentó a una prueba para una obra de teatro dando su nombre de nacimiento, y no consiguió el papel. Por ello, a partir de ese momento dejó de utilizar su apellido "Weaver" y pasó a ser conocido como Paul Ford.
Sus actuaciones más conocidas son las de las películas Sergeant Bilko, y The Music Man (Vivir de ilusión), así como Advise and Consent (Tempestad sobre Washington), The Russians Are Coming, the Russians Are Coming y It's a Mad, Mad, Mad, Mad World (El mundo está loco, loco, loco) (en la cual también aparecía Phil Silvers, aunque sin compartir escenas). En Broadway destacó su papel en la obra The Teahouse of the August Moon (1953).

## Últimos años
La mayoría de los actores que trabajaron con Ford declaraban que era una persona amable y muy divertida.
Paul Ford falleció a los 74 años, tras sufrir un ataque cardiaco masivo en su casa de Mineola en 1976. Fue incinerado, y sus cenizas entregadas a la familia.